# Préparation des doses à administrer
Pour les articles homonymes, voir PDA (homonymie).
La préparation des doses à administrer (PDA) consiste à préparer les traitements des patients en piluliers ou sachets-doses selon la prescription du médecin. Cette tâche est généralement dévolue au pharmacien qui délivre les médicaments. Cette préparation personnalisée s'effectue en avance et pour une période déterminée. Chaque pilulier contient des alvéoles permettant d'identifier les moments de prise (par exemple matin, midi, soir, coucher) et le jour de la semaine, afin que le patient n'oublie plus et ne se trompe plus dans la prise de son traitement, évitant ainsi la iatrogénèse médicamenteuse et améliorant  son observance thérapeutique. La PDA peut être effectuée pour des patients chroniques à domicile ou pour des établissements médicalisés,  comme les EHPAD (établissements d'hébergement pour personnes âgées dépendantes) en France par exemple. 